# Sarah Toscano

Sarah Toscano (2025)

Sarah Toscano (* 9. Januar 2006 in Vigevano, Provinz Pavia), auch nur Sarah, ist eine italienische Popsängerin.

## Werdegang
Toscano wuchs mit einer deutschen Mutter und einem italienischen Vater sowie zwei Geschwistern in Vigevano auf. In jungen Jahren war sie zunächst sportlich aktiv (Tennis und Ski), lernte aber auch Klavier und konzentrierte sich schließlich auf das Singen. 2022 veröffentlichte sie bei Universal ihre erste EP Riflesso. Außerdem nahm sie am Wettbewerb Area Sanremo 2022 teil, erreichte allerdings nicht das Finale.
Schließlich nahm Toscano an der 23. Staffel der Castingshow Amici di Maria De Filippi teil, wo sie 2024 in der Gesangskategorie und auch insgesamt den Sieg davontragen konnte. Als musikalisches Vorbild nannte sie Dua Lipa. Im Anschluss an den Amici-Sieg veröffentlichte die Sängerin bei Warner die EP Sarah, eingeleitet von der Single Sexy magica.

## Diskografie

### EPs
| Jahr | Titel Musiklabel   | Höchstplatzierung, Gesamtwochen, AuszeichnungChartsChartplatzierungen (Jahr, Titel, Musiklabel, Platzierungen, Wochen, Auszeichnungen, Anmerkungen) | Anmerkungen                            |
| Jahr | Titel Musiklabel   | IT | Anmerkungen                            |
| ---- | ------------------ | --- | -------------------------------------- |
| 2022 | Riflesso Universal | — | Erstveröffentlichung: 21. Oktober 2022 |
| 2024 | Sarah Warner       | IT12 (7 Wo.)IT | Erstveröffentlichung: 17. Mai 2024     |

### Singles (Auswahl)
| Jahr | Titel Album                  | Höchstplatzierung, Gesamtwochen, AuszeichnungChartsChartplatzierungen (Jahr, Titel, Album, Platzierungen, Wochen, Auszeichnungen, Anmerkungen) | Anmerkungen                                                              |
| Jahr | Titel Album                  | IT | Anmerkungen                                                              |
| ---- | ---------------------------- | --- | ------------------------------------------------------------------------ |
| 2024 | Sexy magica Sarah            | IT83 (2 Wo.)IT | Erstveröffentlichung: 30. April 2024                                     |
| 2025 | Amarcord –                   | IT19 Gold · (16 Wo.)IT | Erstveröffentlichung: 12. Februar 2025 Beitrag zum Sanremo-Festival 2025 |
| 2025 | Perfect Notti brave amarcord | IT62 (… Wo.)IT | Erstveröffentlichung: 25. April 2025 Carl Brave feat. Sarah Toscano      |
| 2025 | Taki –                       | IT82 (2 Wo.)IT | Erstveröffentlichung: 23. Mai 2025                                       |

## Belege
1. ↑  Che origini ha Sarah Toscano, vincitrice di Amici? Non è solo italiana. In: CinemaSerieTV.it. 21. Mai 2024, abgerufen am 10. Oktober 2024 (italienisch).
2. ↑  Amici 23: la storia di Sarah Toscano da Area Sanremo al premio De Scalzi. In: All Music Italia. 21. September 2023, abgerufen am 10. Oktober 2024 (italienisch).
3. ↑  Luca Trambusti: Sarah dopo “Amici”: “Sono cresciuta, ma c’è ancora molto da fare”. In: Rockol.it. 20. Mai 2024, abgerufen am 10. Oktober 2024 (italienisch).
4. ↑  Alben von Sarah. In: Italiancharts.com. Hung Medien, abgerufen am 10. Oktober 2024 (italienisch).
5. ↑  Archivio classifiche Top Singoli. FIMI, abgerufen am 10. Oktober 2024 (italienisch).
6. ↑  Auszeichnungen für Musikverkäufe: IT

| Personendaten    | Personendaten            |
| ---------------- | ------------------------ |
| NAME             | Toscano, Sarah           |
| ALTERNATIVNAMEN  | Sarah (Pseudonym)        |
| KURZBESCHREIBUNG | italienische Popsängerin |
| GEBURTSDATUM     | 9. Januar 2006           |
| GEBURTSORT       | Vigevano, Provinz Pavia  |